# Кастеллетто-д’Эрро
Кастеллетто-д’Эрро (итал. Castelletto d'Erro) — коммуна в Италии, располагается в регионе Пьемонт, в провинции Алессандрия.
Население составляет 146 человек (2008), плотность населения составляет 31 чел./км². Занимает площадь 5 км². Почтовый индекс — 15010. Телефонный код — 0144.
Покровителями коммуны почитаются святые Иоаким и Анна, празднование 26 июля.

## Демография
Динамика населения:

## Администрация коммуны
- Официальный сайт: